# Тунинети (Торино)
Тунинети је насеље у Италији у округу Торино, региону Пијемонт.
Према процени из 2011. у насељу је живело 587 становника. Насеље се налази на надморској висини од 254 м.